# Тревіс (авіабаза)
Авіаба́за Тревіс (англ. Travis Air Force Base (IATA: SUU, ICAO: KSUU, FAA ідент. місц.: SUU)) — діюча військово-повітряна база Повітряних сил США, розташована за 5 км на схід від центрального ділового району Ферфілд, в окрузі Солано, Каліфорнія.
Розташована на південно-західному краю долини Сакраменто і відома як «Ворота до Тихого океану», база ВПС Тревіс обслуговує через свій аеропорт більше вантажів і пасажирів, ніж будь-який інший військовий аеродром у Сполучених Штатах. База має довгу історію підтримки гуманітарних авіаперевезень у країні та в усьому світі. За станом на 2022 рік авіабаза Тревіс нараховує приблизно 7260 військовослужбовців ПС, 4250 військовослужбовців резерву і 3770 цивільних осіб.
Головний підрозділ, що дислокується на базі, 60-те авіакрило перевезень, є найбільшим крилом Мобільного командування ПС з чинним флотом у 26 C-5 «Гелексі», 27 KC-10 «Ікстендер» і 13 літаків C-17 «Глоубмайстер III».
Колишній центр оповіщення Стратегічного повітряного командування став комплексом ВМС США, який зазвичай підтримує два тимчасові літаки E-6B Mercury TACAMO, призначені до ескадрильї THREE (VQ-3) повітряної розвідки флоту й переважно розміщені на базі Тінкер, Оклахома.

## Галерея

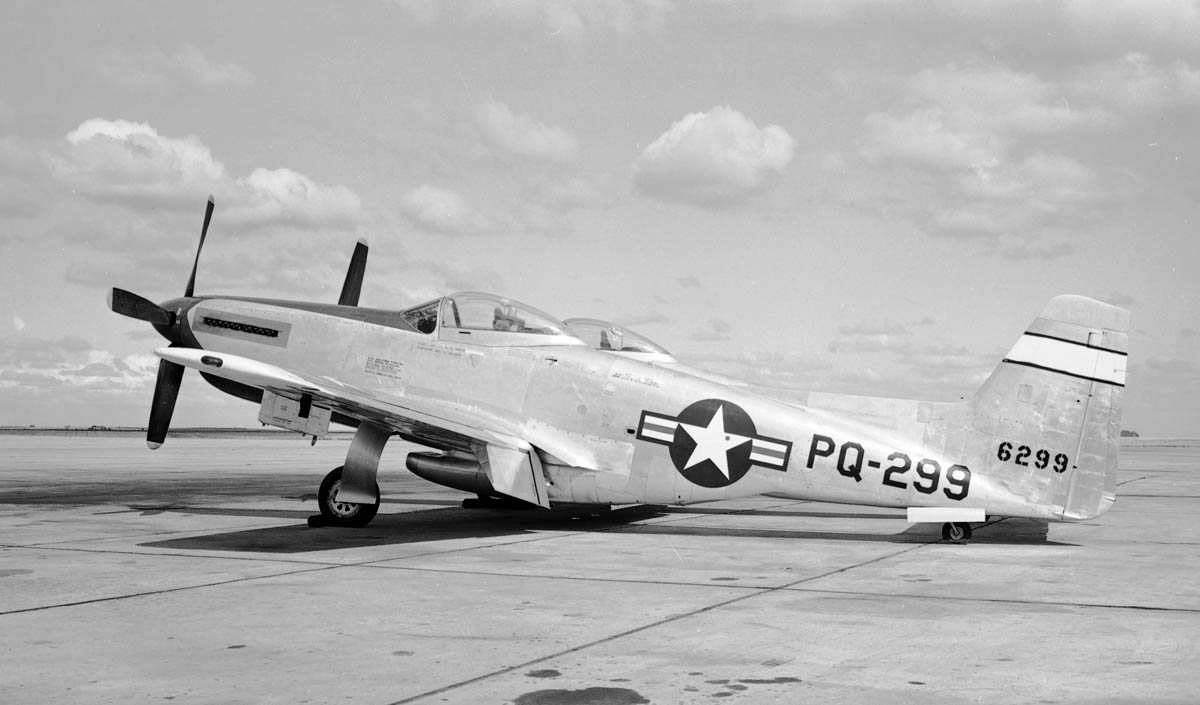
Винищувач далекого радіусу дії F-82E «Твін Мустанг». 1948
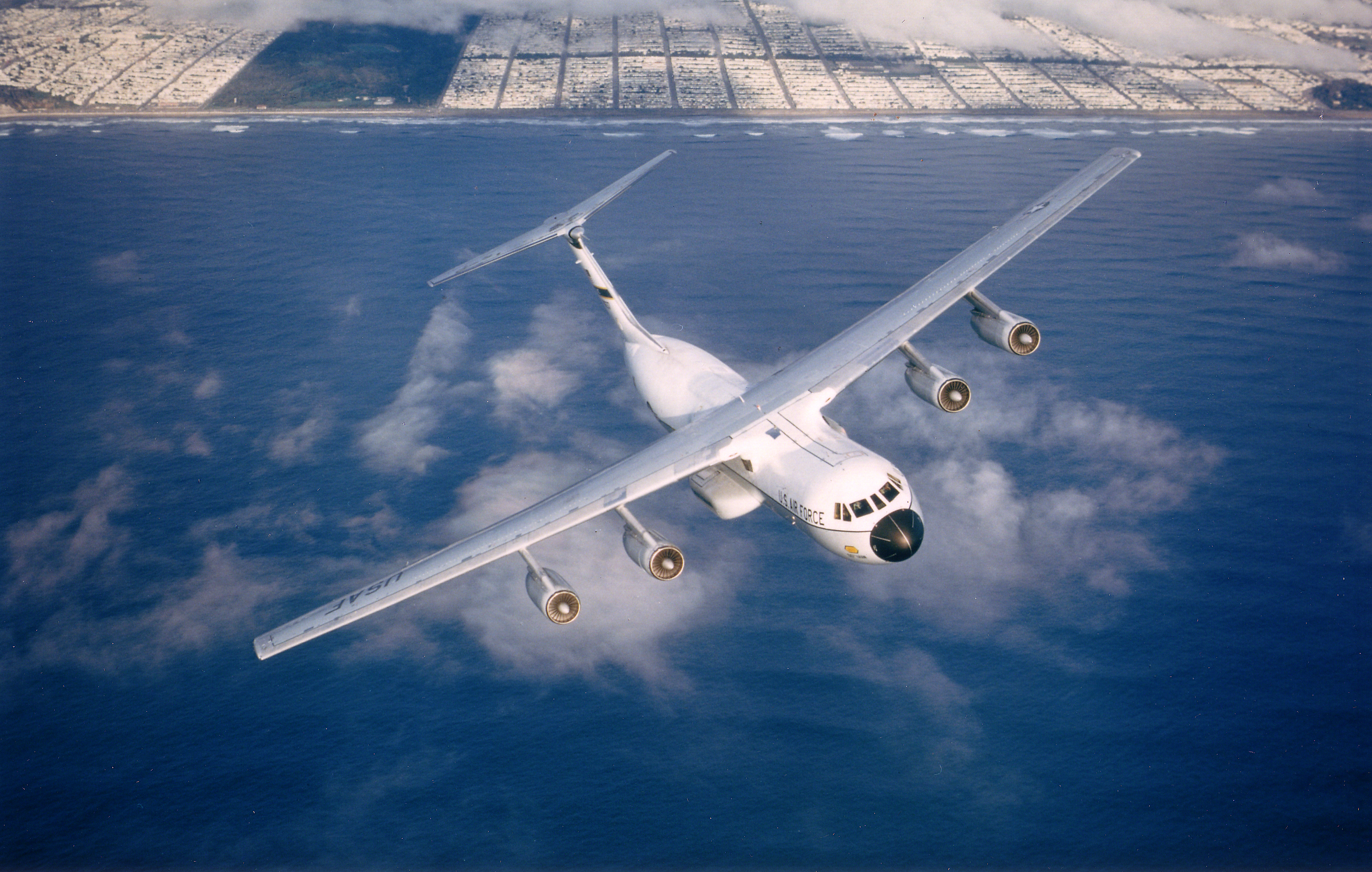
Стратегічний військово-транспортний літак C-141 «Старліфтер». 1978
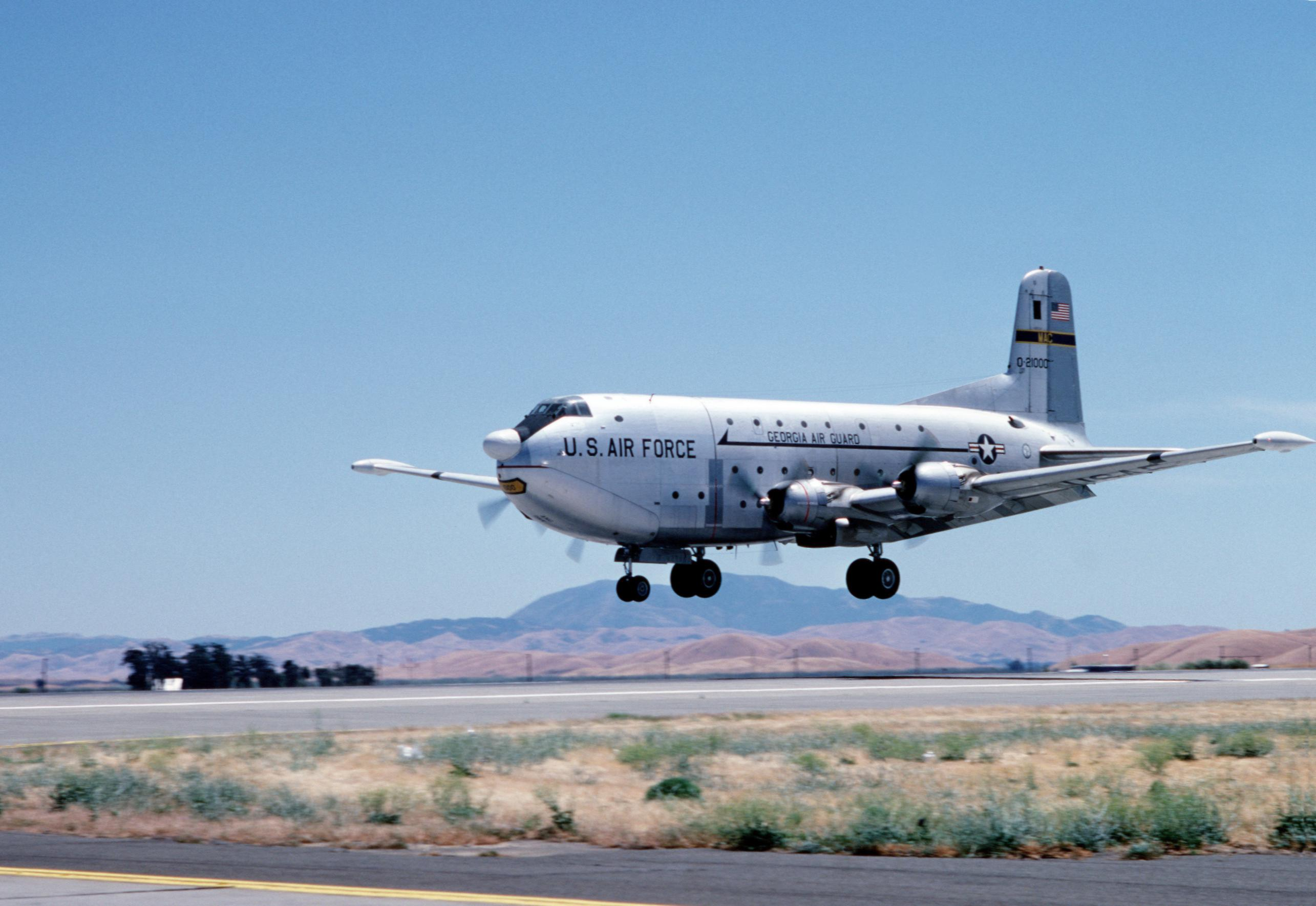
Військово-транспортний літак C-124 «Глоубмайстер II». 1984
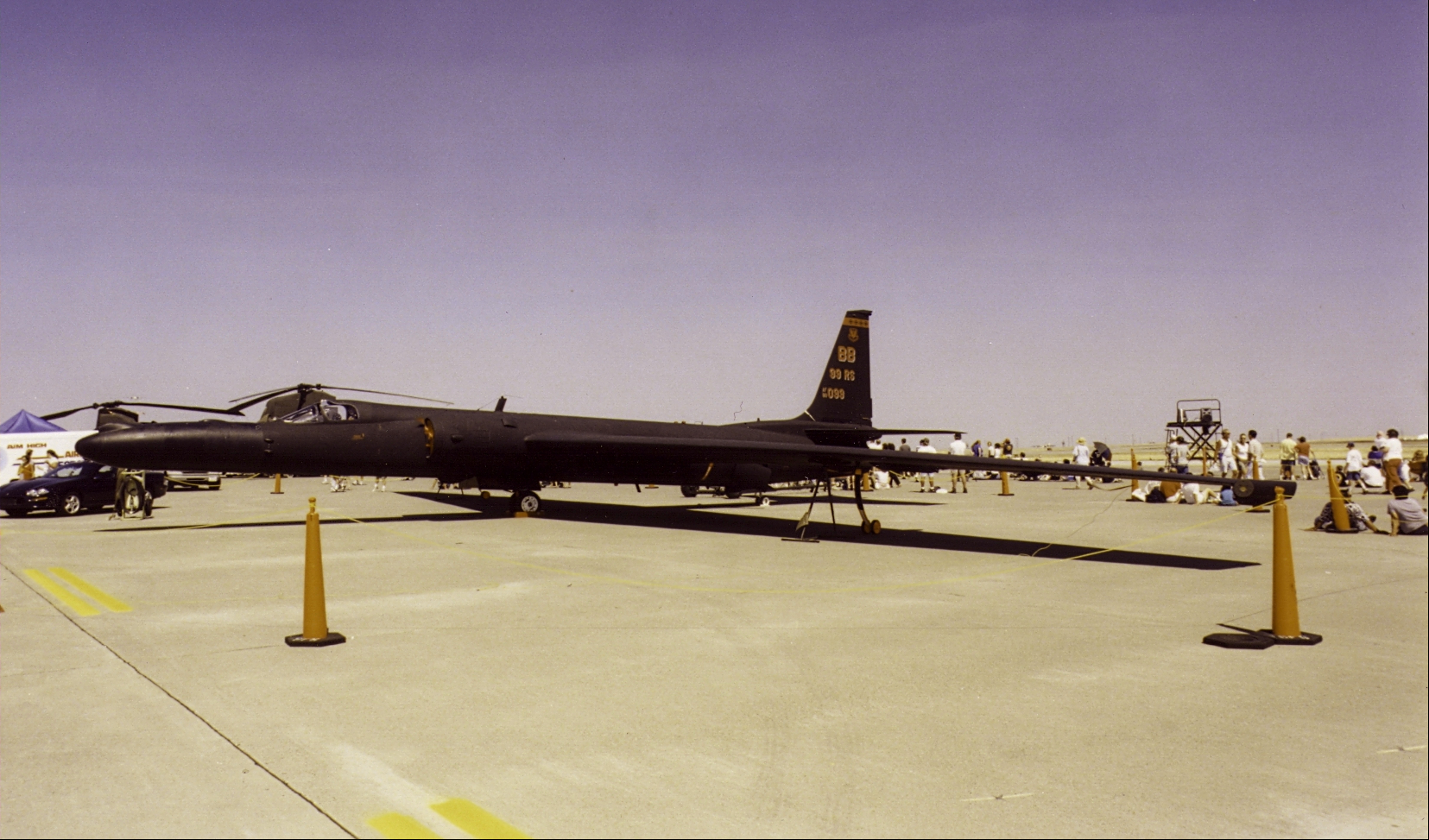
Розвідувальний літак Lockheed TR-1. 2000
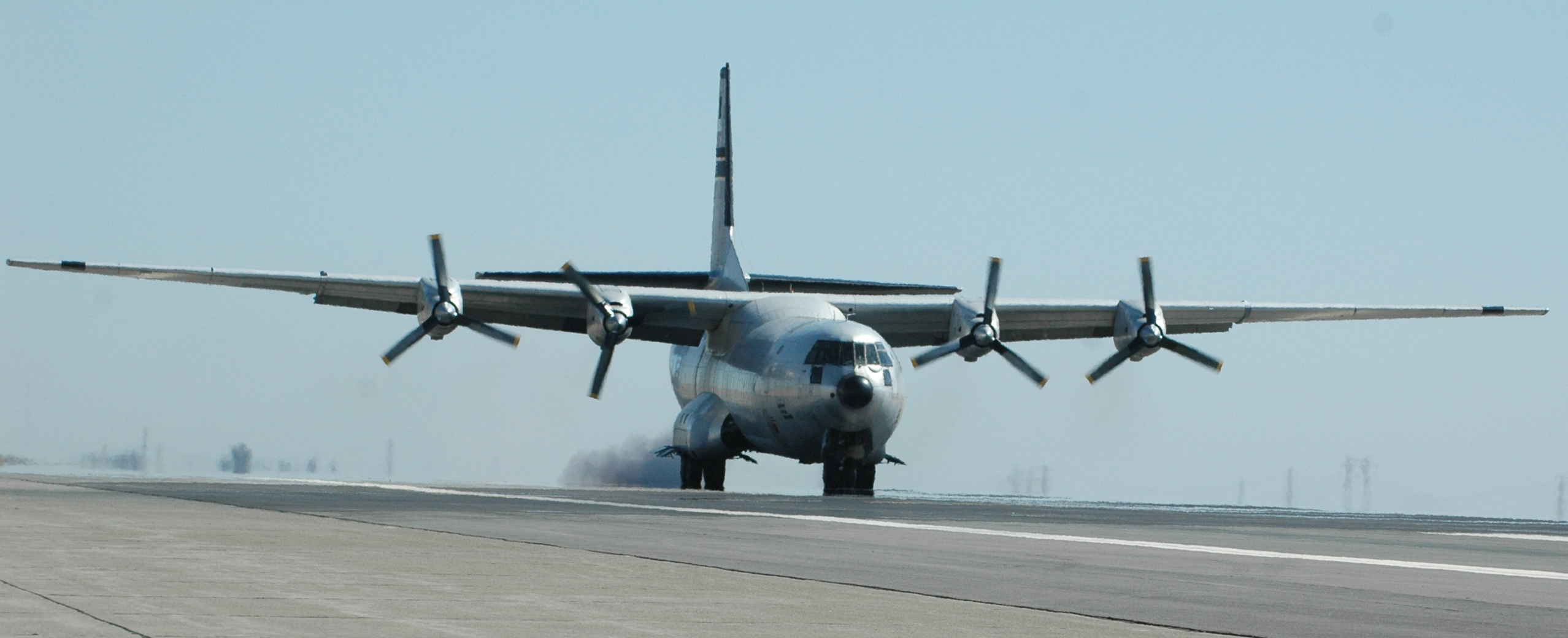
Військово-транспортний літак C-133 «Каргомайстер». 2008
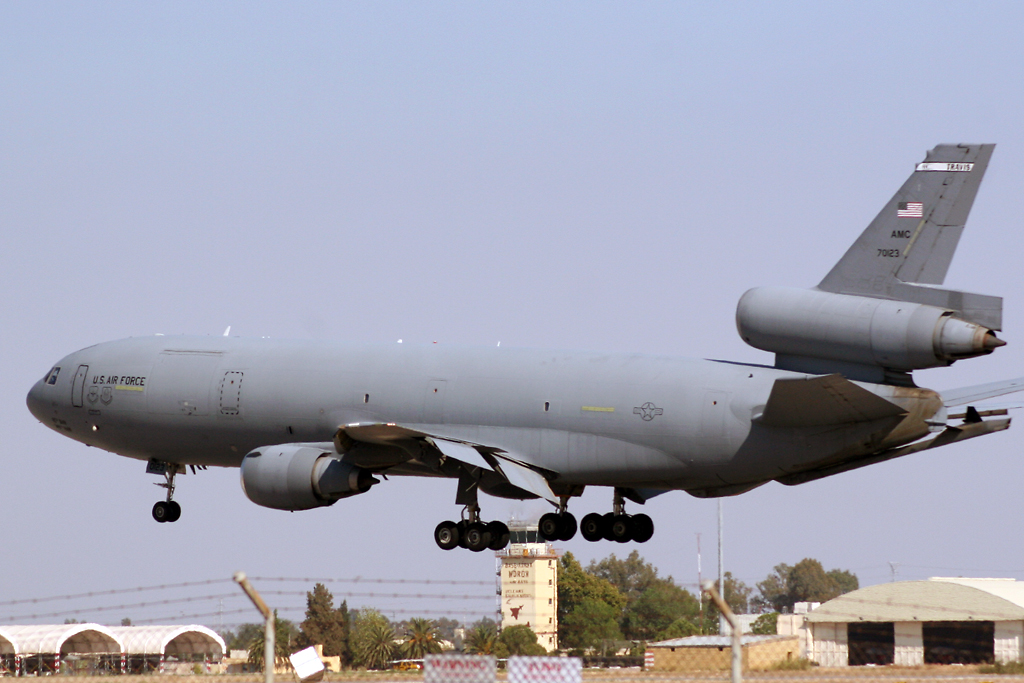
Літак-заправник KC-10 «Ікстендер» 60-го авіакрила перевезень злітає з бази. 2011
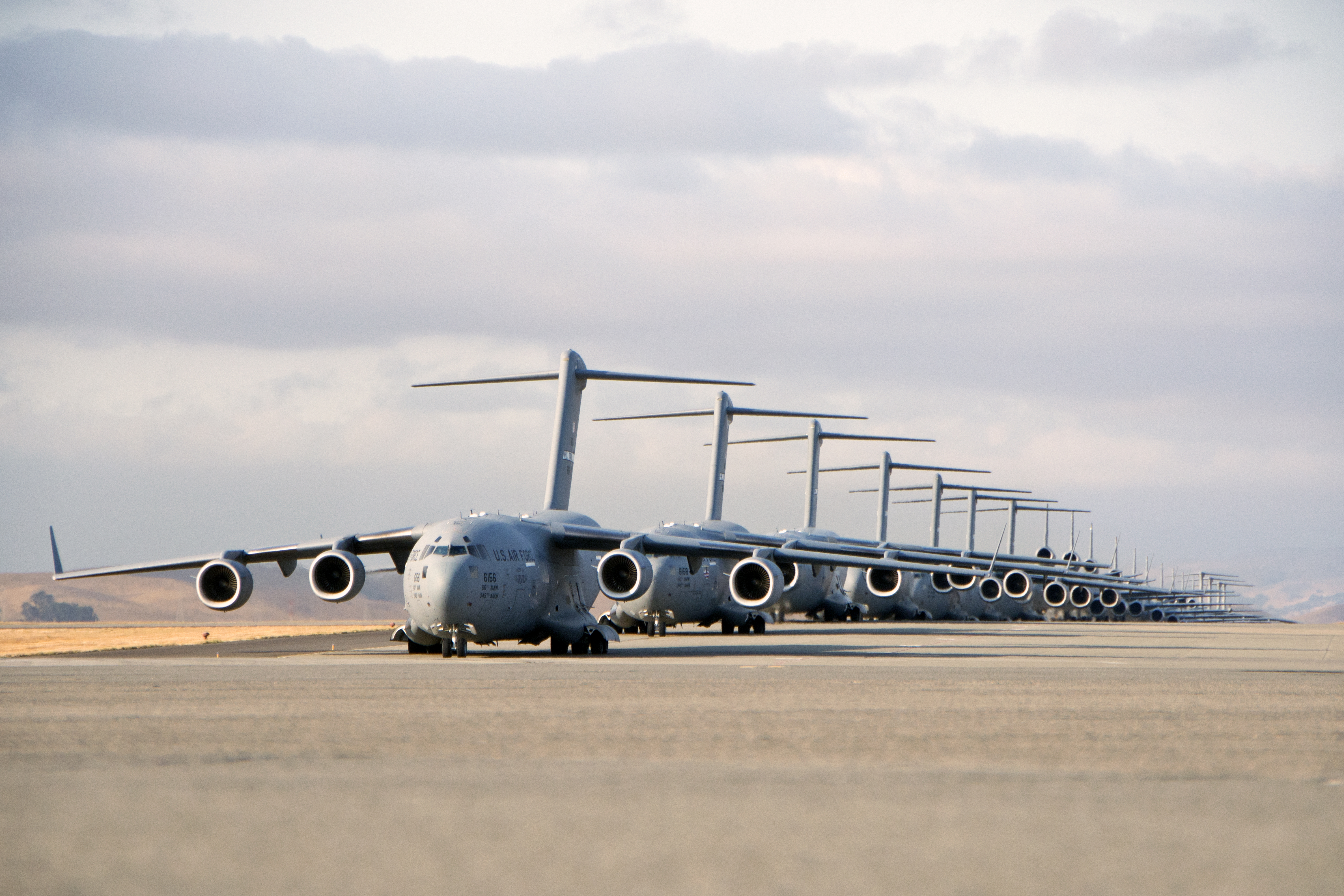
7 C-17 «Глоубмайстер III», 11 KC-10 «Ікстендер» та 4 C-5 «Гелексі» 60-го крила на злітній смузі бази. 11 вересня 2013
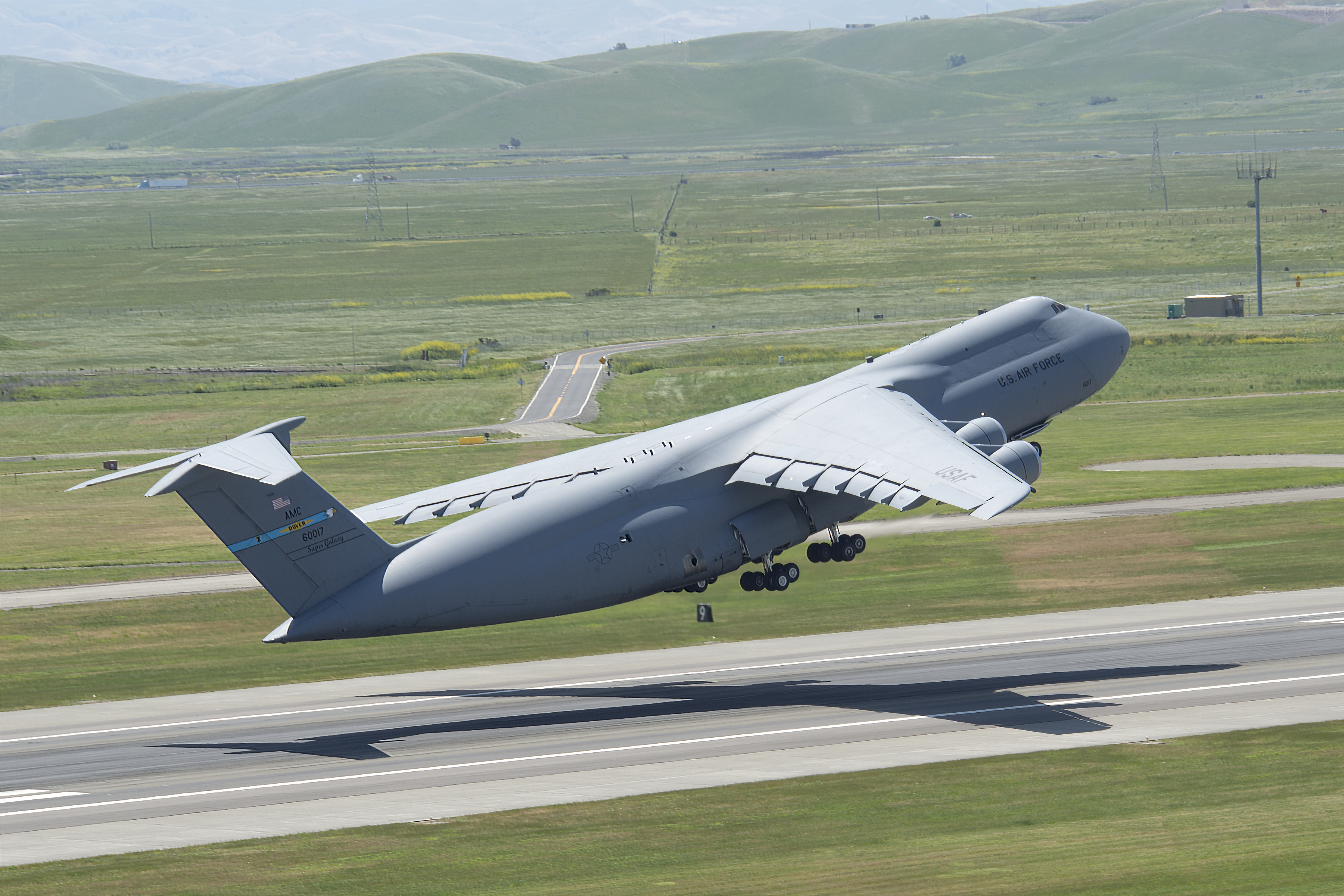
Зліт C-5 «Гелексі» з аеродрому Тревіс. 2014
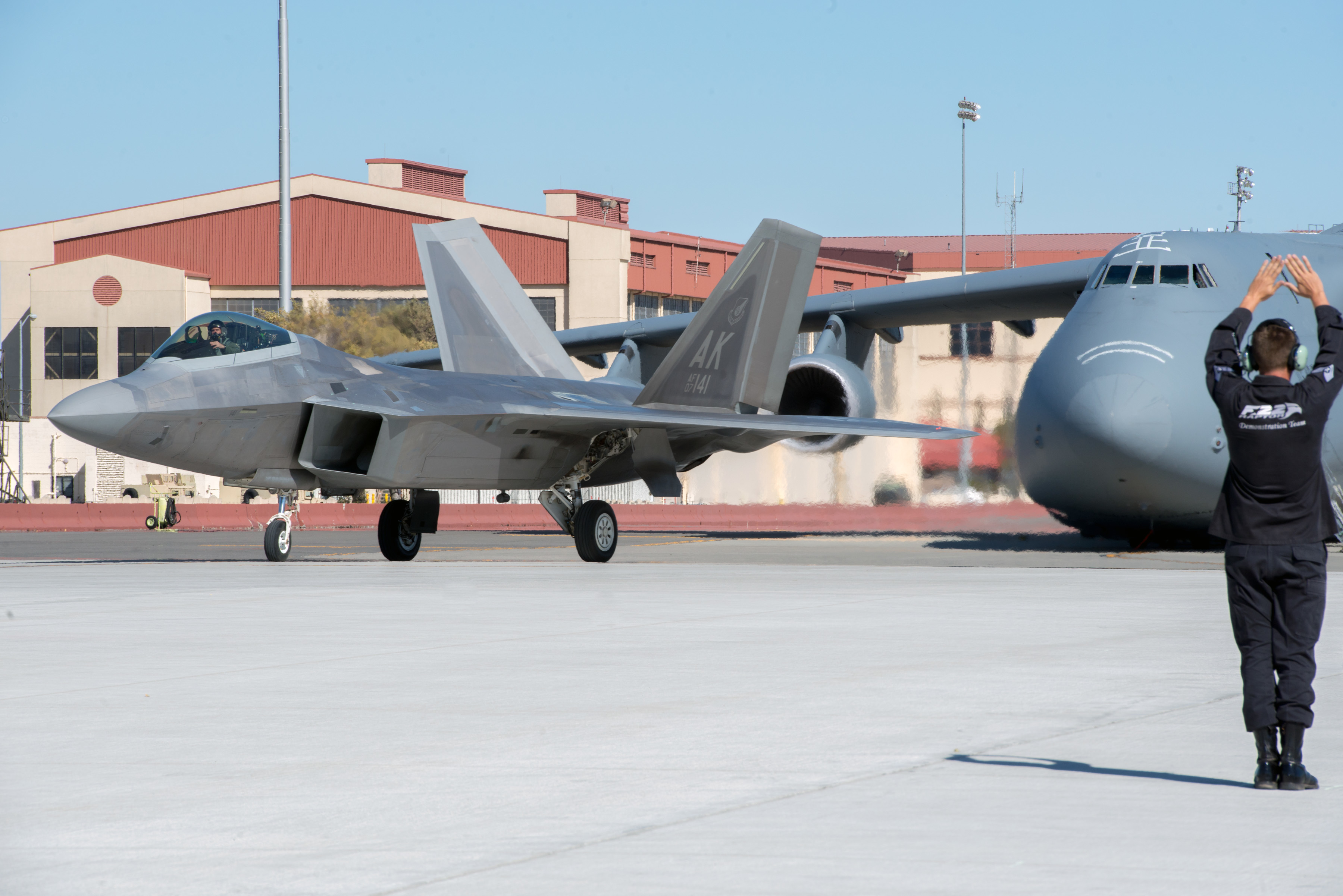
Винищувач F-22 «Раптор» на злітній смузі авіабази. 2016
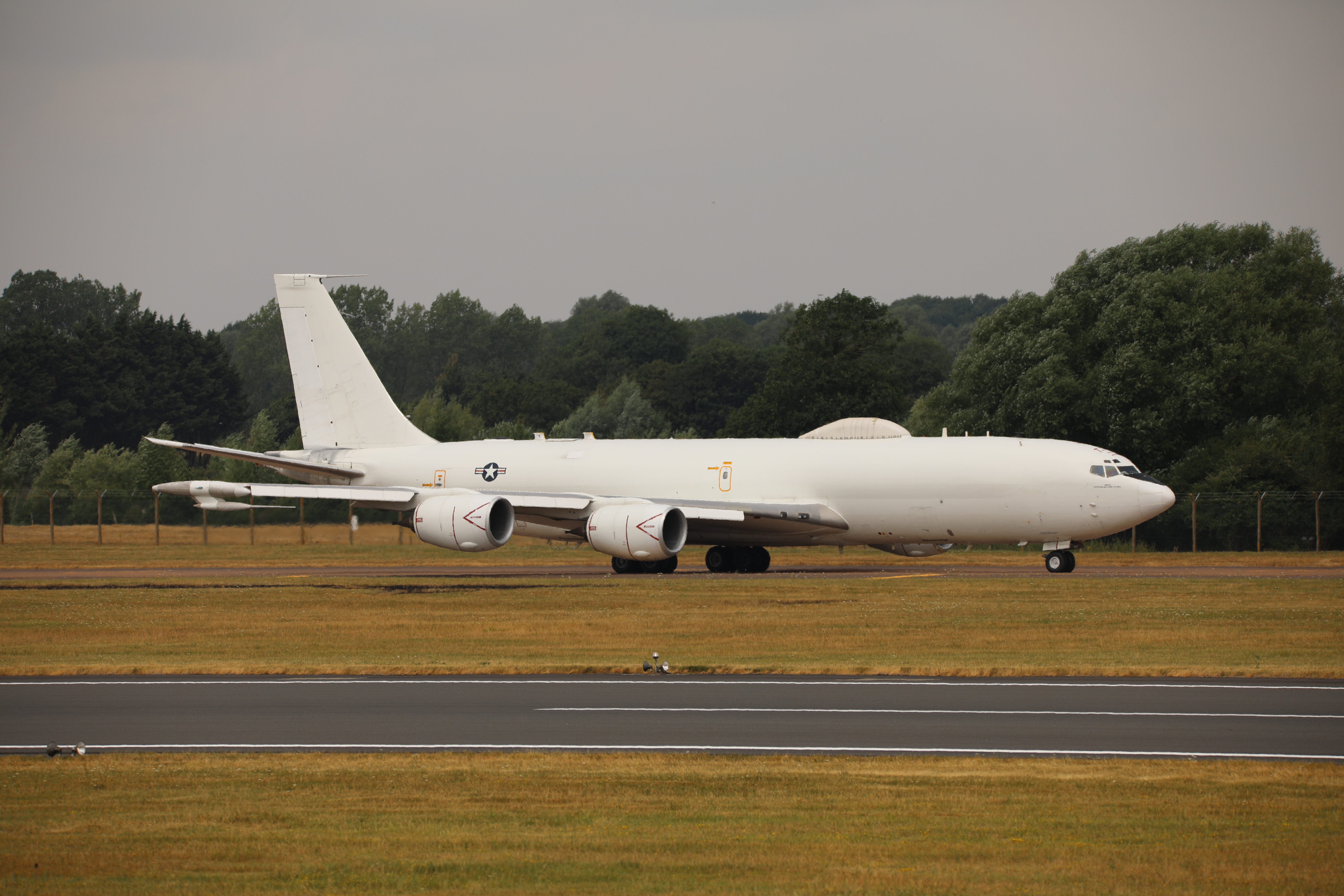
Літак-ретранслятор E-6B Mercury системи TACAMO ВМС США. 2018
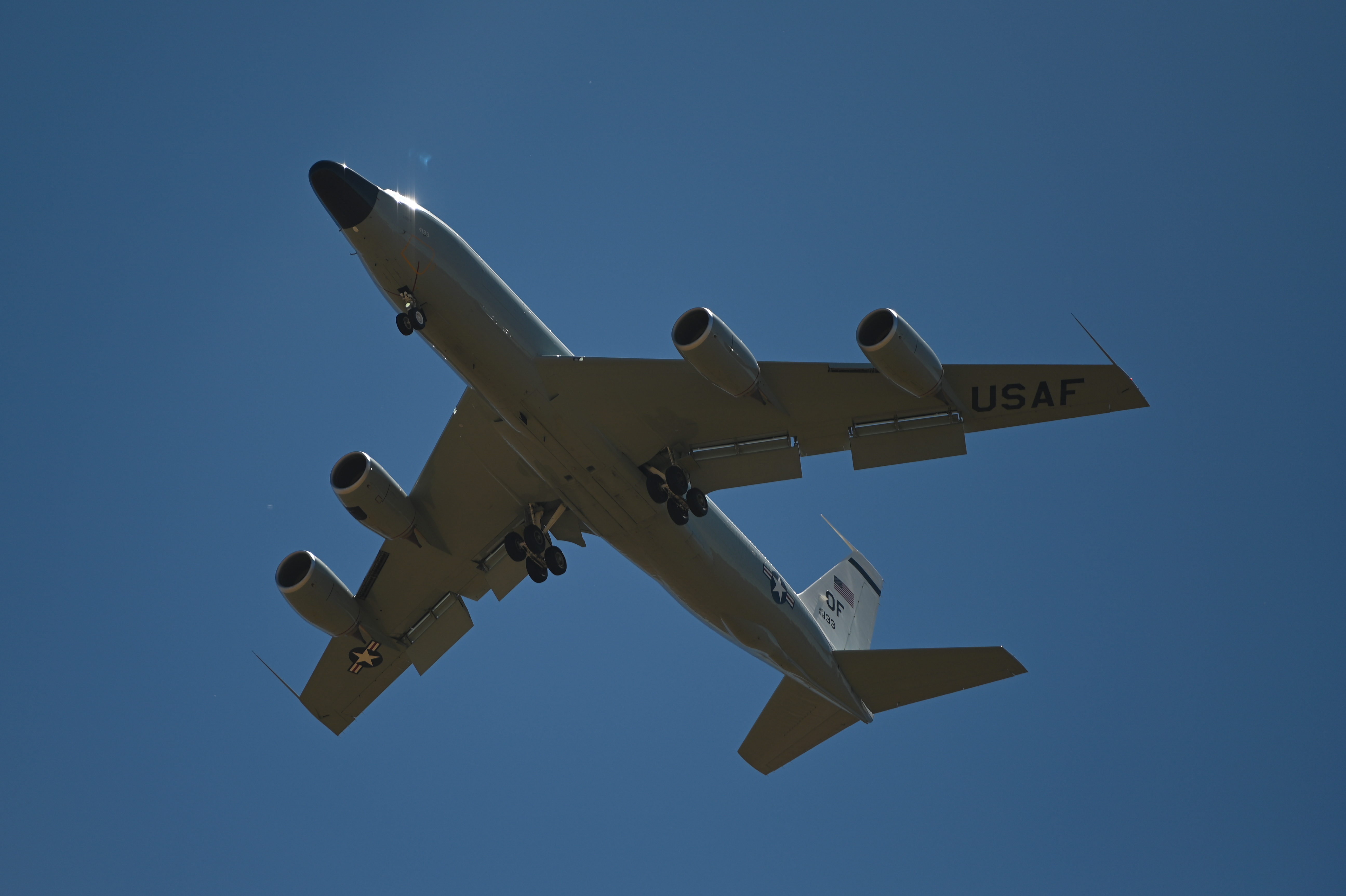
Розвідувальний літак RC-135S Cobra Ball. 2020
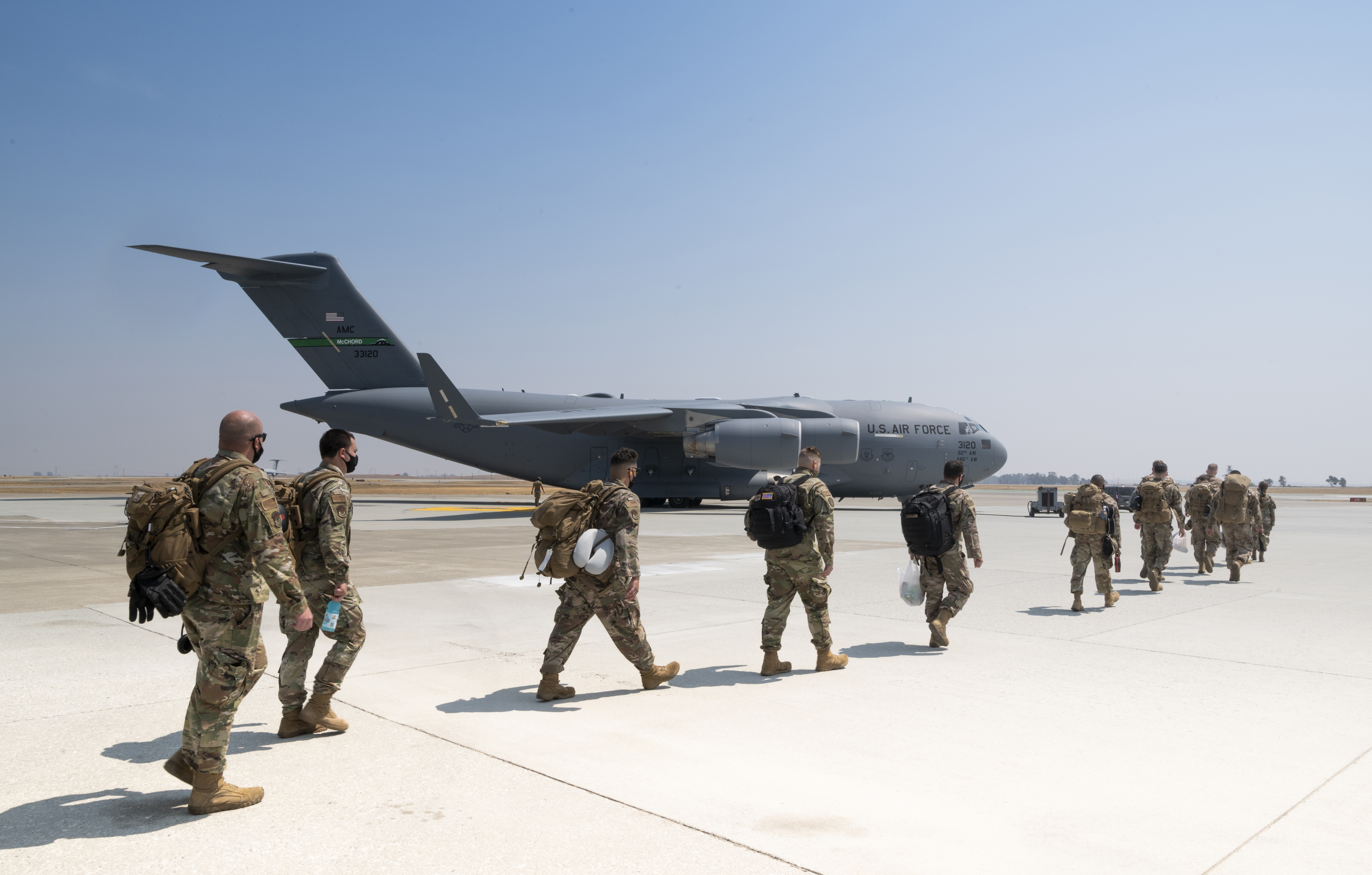
Виліт спеціальних груп літаками C-17 «Глоубмайстер III» 60-го крила з авіабази в Афганістан для забезпечення евакуації. 2021